# Fungom
Fungom es un municipio del departamento de Menchum de la región del Noroeste, Camerún. En noviembre de 2005 tenía una población censada de 58 666 habitantes.
Se encuentra ubicado cerca de la frontera con Nigeria.